# جين ولف
جين رودمان وولف (بالإنجليزية: Gene Wolfe)‏ (7 مايو 1931 - 14 أبريل 2019) كان كاتب خيال علمي وفنتازيا أمريكيًا. اشتُهر بنثره الكثيف التلميحي وتأثره القوي بعقيدته الكاثوليكية. كتب عددًا كبيرًا من الروايات والقصص القصيرة وفاز بالعديد من جوائز الخيال العلمي والأدب الفانتازي.
يشتهر وولف بسلسلة كتاب الشمس الجديدة (أربعة مجلدات، 1980-1983)، وهي الجزء الأول من سلسلته «الدورة الشمسية». في عام 1998، صنفتها مجلة لوكوس في المرتبة الثالثة بين أفضل الروايات الخيالية التي نشرت قبل عام 1990 استنادًا إلى استطلاع لآراء المشتركين الذي صنفها في باب واحد إلى جانب العديد من المجموعات الأخرى.

## حياته الخاصة
وُلد وولف في مدينة نيويورك، لماري أوليفيا (أيرس قبل الزواج) وإمرسون ليروي وولف. عانى من شلل الأطفال منذ صغره. درس في مدرسة ثانوية وكلية في تكساس، والتحق بمدرسة لامار الثانوية في هيوستن. أثناء دراسته في جامعة تكساس إيه آند إم، نشر أول رواية خيال تأملي في مجلة المعلق، وهي مجلة أدبية طلابية.
انسحب وولف من الجامعة في سنته الدراسية الأولى، ثم جُند ليقاتل في الحرب الكورية. بعد عودته إلى الولايات المتحدة، حصل على شهادة البكالوريوس من جامعة هيوستن وأصبح مهندسًا صناعيًا. كان لعدة سنوات أحد كبار المحررين في مجلة بلانت إنجنيير قبل تفرغه للكتابة. تعد مساهمته في الآلة المستخدمة في صنع رقائق البطاطس برينجلز إنجازه الهندسي المهني الأكثر شهرة.
عاش وولف مع زوجته روزماري في بارينغتون، إلينوي، إحدى ضواحي شيكاغو، ثم انتقل إلى بيوريا، إلينوي في عام 2013. خضع لجراحة فتح مجرى جانبي للشريان التاجي (جراحة قنطرة مزدوجة للقلب) في 24 أبريل عام 2010. خضع أيضًا لجراحة الساد في عينه اليمنى في أوائل عام 2013. توفيت زوجته روزماري في 14 ديسمبر عام 2013 بعد سلسلة من الأمراض، بما فيها مرض الزهايمر. قال وولف: «مر وقت لم تذكر فيه اسمي أو أننا متزوجان، لكنها كانت ما تزال تذكر أنها تحبني».
توفي وولف في منزله بيوريا بسبب أمراض القلب والأوعية الدموية في 14 إبريل عام 2019 عن عمر يناهز السابعة والثمانين عامًا.

## أعماله الأدبية
كانت أول رواية ورقية أصلية ينشرها وولف هي رواية عملية آريس (ميدالية بيركلي، 1970)، وحظي لأول مرة باهتمام واسع بعد نشره قصة الرأس الخامس لسيربيروس (سكريبنورز، 1972) التي تتناول «العقلية الاستعمارية في إطار الخيال العلمي الأرثوذكسي»، ونُشرت في النسختين الألمانية والفرنسية في غضون عقد واحد.
تعد سلسلة وولف الروائية «كتاب الشمس الجديدة» أشهر أعماله الأدبية وأكثرها تقديرًا. تدور أحداثها في مستقبل كئيب بعيد، متأثرًا بسلسلة جاك فانس «الأرض المحتضرة»، وتُفصل حياة سيفيريان، مُعذّب بارع، يُنفى من نقابته لتعاطفه مع أحد المُدانين. تتكون الرواية من مجلدات ظل المعذب (1980)، ومخلب الموفق (1981)، الحائز على جائزة نيبولا لأفضل رواية، وسيف الليكتور (1982)، وقلعة الأوتارتش (1983)، والمجلد الأخير أورث الشمس الجديدة (1987)، الذي اختتم السلسلة بنهاية مفتوحة لكنه عادة ما يعد عملًا منفصلًا. نُشرت العديد من مقالات وولف عن كتابة سلسلة كتاب الشمس الجديدة في قلعة أوتر (1982، يشير العنوان إلى خطأ مطبعي في عنوان المجلد الرابع في مجلة لوكوس).
في عام 1984، تقاعد وولف من منصبه الهندسي، وتمكن من تكريس المزيد من الوقت لكتابته. في التسعينيات من القرن العشرين، نشر وولف عملين آخرين في نفس الكون مثل كتاب الشمس الجديدة. يتكون العمل الأول، كتاب الشمس الطويلة، من روايات قرب الشمس الطويلة (1993)، وبحيرة الشمس الطويلة (1994)، وكالدي الشمس الطويلة (1994)، والهجرة من الشمس الطويلة (1996). تتبع هذه الكتب قسّ كنيسة صغيرة ينغمس بالمؤامرات السياسية والثورة في دولته المدينة. بعد ذلك كتب وولف تتمة، كتاب الشمس القصيرة، الذي يتكون من روايات على مياه الأزرق (1999)، وفي غابات الأخضر (2000)، والعودة إلى الزهري (2001)، تتناول مستعمرين وصلوا إلى كوكبين شقيقين للأرض أزرق وأخضر. يُشار عادة إلى أعمال الشمس الثلاثة (كتاب الشمس الجديدة، وكتاب الشمس الطويلة، وكتاب الشمس القصيرة) مجتمعة بوصفها «الدورة الشمسية».
كتب وولف أيضًا العديد من الكتب المستقلة. نشرت بيركلي بوكس رواية وولف الأولى، عملية آريس في عام 1970 لكنها لم تنجح. كتب لاحقًا روايتي السلام والرأس الخامس لسيربيروس اللتان حظيتا بتقدير كبير. في الرواية الأولى، السلام، سردٌ متواضع لألدن دينيس وير، رجل لديه العديد من الأسرار يستعرض حياته في ظروف غامضة. أما رواية الرأس الخامس لسربيروس فهي مجموعة مكونة من ثلاث روايات أو رواية مكونة من ثلاثة أجزاء، تتناول قضايا الاستعمار، والذاكرة، وطبيعة الهوية الشخصية. رُشحت الرواية الأولى، التي أعطت الكتاب اسمها، لجائزة نيبولا لأفضل رواية قصيرة.

## روابط خارجية
- جين ولف على موقع IMDb (الإنجليزية)
- جين ولف على موقع إن إن دي بي (الإنجليزية)